# Sveti Kancij, Kancijan in Kancijanila
Kancij, Kancijan in Kancijanila so krščanski svetniki in mučenci, ki so bili usmrčeni skupaj s svojim učiteljem Protom v času Dioklecianovega preganjanja kristjanov. Po navadi se jih navaja s skupnim imenom sveti Kancijan in tovariši ali tudi oglejski mučenci. *(?), †31. maj 304 (?), Škocjan ob Soči/San Canzian d'Isonzo, današnja Italija.
Kancij in Kancijanila sta bila dvojčka, Kancijan pa njun brat. Po izročilu so izhajali iz bogate rimske družine Ancijev - iz te družine je bil tudi rimski cesar Kar oziroma Karin (Carinus). Njihov učitelj Prot jih je poučil v krščanski veri. 
Ko je Dioklecijan začel preganjati kristjane, so prodali vse svoje premoženje v Rimu in pobegnili v Oglej, kjer so imeli tudi nekaj posesti. Žal preganjanje kristjanov v Ogleju ni bilo nič manjše kot v Rimu. Lokalni oblastniki so hoteli od Kancija, Kancijana, Kancijanile in Prota znak lojalnosti oblastem: počastiti bi morali rimske bogove. To so Kancijan in tovariši z gnusom zavrnili. Poskušali so pobegniti iz Ogleja z vozom, vendar jim ni uspelo. Obglavili so jih na mestu, ki se imenuje Ad Aquas Gradatas (Škocjan ob Soči/San Canzian d'Isonzo blizu Ogleja) na dan pred junijskimi kalendami (31. maja) - domnevno leta 304. Njihova trupla so kristjani na skrivaj shranili v kamnit sarkofag, nad katerim so pozneje zgradili cerkev svetega Kancijana. Arheološka izkopavanja v 20. stoletju so potrdila prisotnost grobnice z ostanki pokojnikov.
Sveti Kancijan s somučeniki je postal pozneje zelo priljubljen med Slovenci. V Sloveniji in zamejstvu mu je posvečenih več cerkva. Precej krajev se po njih imenuje Škocjan - skoraj vsi ti kraji so povezani z vodo (ležijo ob vodi), ker naj bi bili po eni varianti izročila Kancijan in tovariši pred obglavljenjem mučeni z vodo (bolj verjetna razlaga: usmrčeni so bili v bližini reke Soče). 
Med Slovenci je pogost tudi priimek Kocjan oziroma Kocjančič - oba izhajata iz imena svetega Kancijana.
God svetega Kancijana in tovarišev je na obletnico njihove smrti, 31. maja, ponekod pa tudi 30. maja.